# Amonostherium hymenocleae
Amonostherium hymenocleae är en insektsart som först beskrevs av Cockerell 1899.  Amonostherium hymenocleae ingår i släktet Amonostherium och familjen ullsköldlöss. Inga underarter finns listade i Catalogue of Life.